# Lee Nguyen
Lee Nguyen, né le 7 octobre 1986 à Richardson au Texas, est un joueur international américain de soccer, qui évolue au poste de milieu de terrain.

## Biographie
Il est le joueur de soccer le mieux payé de son pays avant le transfert en juin 2009 du champion du monde 2002, Denilson, à Hai Phong.
L'ailier a représenté l'équipe nationale des États-Unis en tant jeune. Il était le seul joueur lycéen appelé dans l'effectif des États-Unis pour la Coupe du monde de football des moins de 20 ans 2005.
Alors qu'il évolue au Revolution de la Nouvelle-Angleterre, Lee Nguyen intègre l'encadrement technique de son ancienne équipe universitaire des Boston College Eagles en tant qu'entraîneur-adjoint, en même temps que son coéquipier Charlie Davies.